# اموپیتیا
اموپیتیا (به لاتین: Amupitiya) یک منطقهٔ مسکونی در سری‌لانکا است که در استان مرکزی (سری‌لانکا) واقع شده‌است.